# SpiNNaker
SpiNNaker (Spiking Neural Network Architecture) es una arquitectura para computadoras multi-core diseñada por el grupo de investigación de tecnologías para procesadores avanzados (APT) en la Escuela de Ciencias Informáticas de la Universidad de Mánchester (School of Computer Science, Universidad de Mánchester) dirigido por Steve Furber, para simular el cerebro humano (Human Brain Project). Utiliza un millón de procesadores ARM en una plataforma de cálculo altamente paralelizada basada en redes neuronales spiking (redes neuronales de impulsos)
SpiNNaker será utilizado como componente de una plataforma de computación neuromórfica para el proyecto Human Brain

## Historia
El proyecto nació en 1998, y está en desarrollo desde 2006. Inicialmente recibía fondos del Engineering and Physical Sciences Research Council (EPSRC), mientras que hoy en día todo está apoyado por el Human Brain Project.
El sistema se ha utilizado para modelar 80,000 neuronas de la corteza cerebral y los ganglios basales pero también para controlar un robot.
El 14 de octubre de 2018 la HBP anunció que el objetivo de un millón de núcleos había sido alcanzado. Finalmente, la máquina se encendió por primera vez el 2 de noviembre de 2018.